# Antonio Pannullo
Antonio Pannullo (Pietrelcina, 9 luglio 1887 – Roma, 12 ottobre 1960) è stato un politico e magistrato italiano, senatore del Partito Liberale Italiano dal 1953 al 1958 eletto nel collegio elettorale di Benevento-Ariano Irpino.